# Aegidienstraße 22

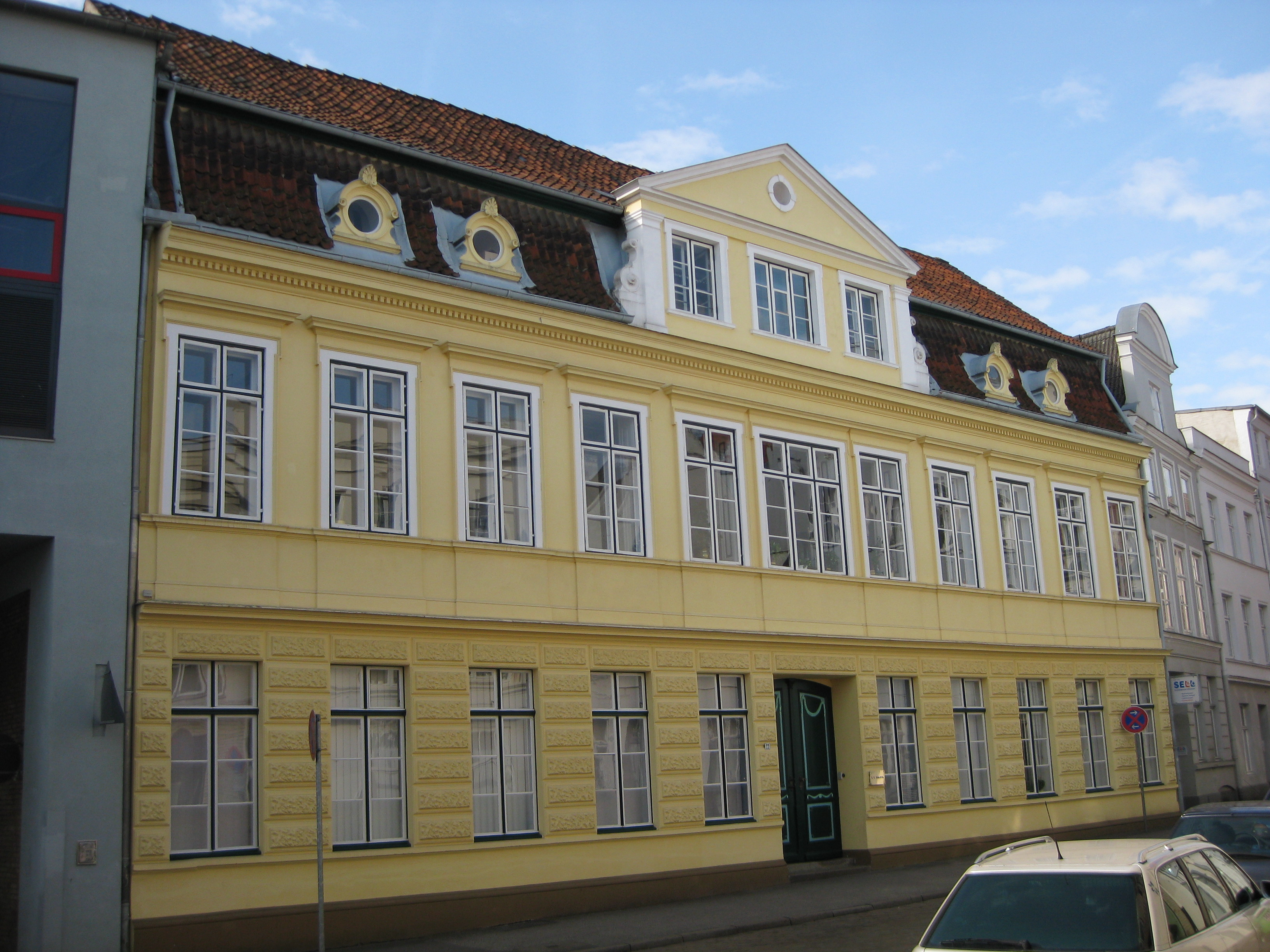
Der Geverdeshof in der Aegidienstraße 22

Das früher auch Geverdeshof genannte Gebäude Aegidienstraße 22 ist eines der wenigen erhaltenen spätbarocken Palais in der Lübecker Altstadt.

## Grundstücksgeschichte
Das Grundstück in der Aegidienstraße wurde 1344 erstmals urkundlich als bebautes Grundstück erwähnt und wurde zunächst, wie auch der wenige Häuser weiter gelegene Brömserhof, im Mittelalter als in der Stadt gelegene landwirtschaftliche Hofanlage genutzt. Von 1420 bis 1455 stand das Grundstück im Eigentum des italienischen Kaufmanns und Bankiers Gherardo Bueri, der in Lübeck eine mit der Banca dei Medici korrespondierende florierende Bank betrieb. Danach war der Ratsherr Hermann Hitfeld Eigentümer. Im 16. Jahrhundert wurde das auf dem Grundstück stehende Gebäude allgemein als Geverdeshof bezeichnet, der Name verlor sich erst mit Einführung der Hausnummern in Lübeck Ende des 18. Jahrhunderts. Das Grundstück gelangte im 16. Jahrhundert über den Ratsherrn Fritz Grawert († 1538), der mit einer Tochter des Lübecker Bürgers Georg Geverdes verheiratet war, in den Besitz der Lübecker Patrizierfamilie Grawert, von 1560 bis 1599 gehörte es der Familie von Stiten und danach ging es an die Familie von Wickede. Als barockes Palais wurde das Gebäude um 1779 unter L. H. von Höveln völlig neu errichtet. 1803 bis 1848 gehörte das Haus Johann Siegmund Mann (1761–1848), dem Urgroßvater von Thomas und Heinrich Mann. Seit dem Ende des 19. Jahrhunderts wird das Gebäude als Betriebsstätte durch das Unternehmen von Georg Carl Hahn genutzt, der als Pionier der Lebensmittelkonservierung hier seine industrielle Fertigung ausbaute. Seit Ende 2012 befindet sich hier der Hauptsitz der Firma KaTech Katharina Hahn + Partner GmbH mit ihrem modernen Lebensmitteltechnikum.

## Gebäude
Das Palais ist ein zweistöckiges Gebäude mit elf Achsen und Mansarddach. In der Mitte der Straßenfassade befindet sich über dem Eingangsportal im Mansarddach ein Zwerchhaus mit Dreiecksgiebel, das von je zwei geschweiften Dachgauben auf jeder Seite eingerahmt ist. Das Haus verfügt über zwei hintereinander liegende Firstdächer. Der rückwärtige Seitenflügel von 1779 wurde 1889 im Zuge des Anbaus einer Fabrikhalle als Querhaus mit umgestaltet. Die bossierten Putzquader im Erdgeschossbereich der Straßenfassade stammen ebenfalls aus der Zeit des Umbaus 1889. Die Haustür im Zopfstil stammt aus der Zeit der Errichtung des Gebäudes 1779. Das Gebäude steht seit 1966/1969 außen wie innen unter Denkmalschutz.